# 503 (číslo)
Pět set tři je přirozené číslo. Následuje po čísle pět set dva a předchází číslu pět set čtyři. Římskými číslicemi se zapisuje DIII a řeckými číslicemi φγ.

## Matematika
503 je:
- Deficientní číslo
- Prvočíslo
- Nešťastné číslo

## Astronomie
- (503) Evelyn je planetka hlavního pásu, kterou v roce 1903 objevil Raymond Smith Dugan

## Ostatní
- +503 je mezinárodní telefonní předvolba Salvadoru

## Roky
- 503
- 503 př. n. l.